# Ibrahim Akil (bojownik)
Ibrahim Akil (arab. ‏ابراهيم عقيل‎, ur. 24 grudnia 1962 w Bednajjel, zm. 20 września 2024 w Bejrucie), znany również jako Al-Hadżdż Tahsin – libański polityk, szyita, członek Rady Dżihadu Hezbollahu, dowódca sił specjalnych Redwan.

## Życiorys
Urodził się 24 grudnia 1962 roku w miejscowości Bednajjel położonej w dolinie Bekaa.
Uczestniczył w zaplanowaniu i przeprowadzeniu zamachów na bazy sił międzynarodowych w Bejrucie 23 października 1983, w wyniku których zginęło 299 żołnierzy amerykańskich i francuskich.
Zginął 20 września 2024 w Harat Hurajk w wyniku wymierzonego w niego nalotu F-35 Sił Powietrznych Izraela. Według libańskich służb ratowniczych w bombardowaniu tym zginęło co najmniej 51 osób, a 66 zostało rannych.